# Estación de Toledo
Estación de Toledo vasútállomás Spanyolországban, Toledo településen. Része a spanyol nagysebességű vasúthálózatnak.

## Története
A várost eredetileg egy széles nyomtávolságú (1668 mm) vasútvonal kapcsolta össze Madriddal, ám a rosszul megépített vasútvonallal állandó problémák voltak. 1968-ban a Renfe úgy döntött, hogy felfüggeszti a vasúti közlekedést a város felé. A fordulatot 2005 jelentette, ekkora fejeződött be ugyanis a Madrid–Toledo nagysebességű vasútvonal építése és indultak el a nagysebességű járatok Madrid és Toledo között.
A város így csak a normál nyomtávolságú AVE hálózaton érhető el, az országos 1668 mm-es nyomtávolságú vasúthálózattal nincs összeköttetésben. Ez megakadályozza, hogy a vasúti személyforgalom mellett teherforgalom is érinthesse a várost.
Jelenleg az állomásnak két peronja és ehhez kapcsolódóan 3 vágánya van. A menetidő Madridig köztes megállások nélkül mindössze 30 perc.

## Vasútvonalak
Az állomást az alábbi vasútvonalak érintik:
- Madrid–Toledo nagysebességű vasútvonal

## Kapcsolódó állomások
A vasútállomáshoz az alábbi állomások vannak a legközelebb:
- Madrid-Puerta de Atocha-Almudena Grandes

## Képek

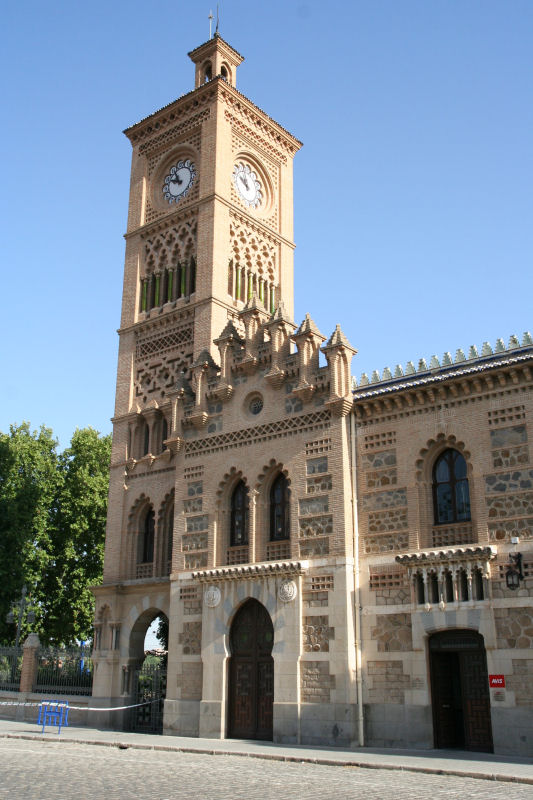
A torony
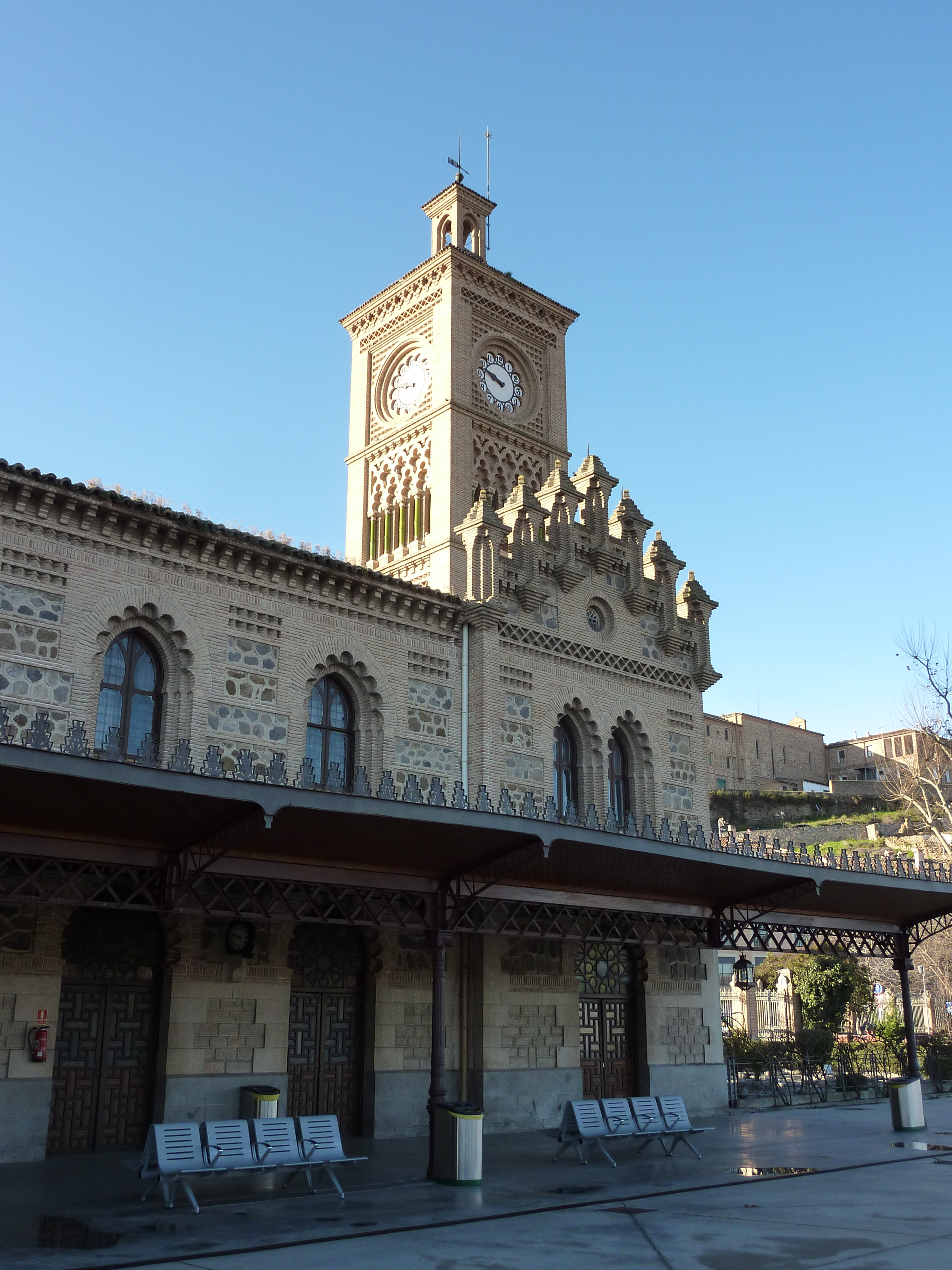
A vágányok felől az állomás épülete
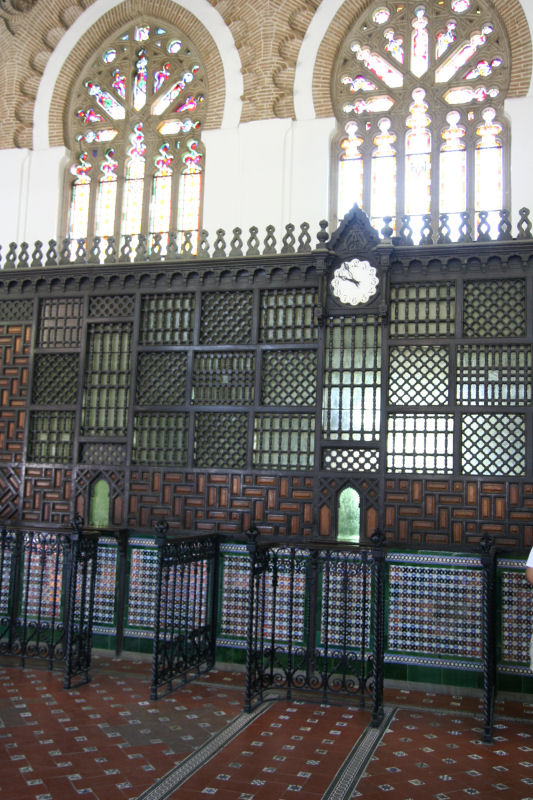
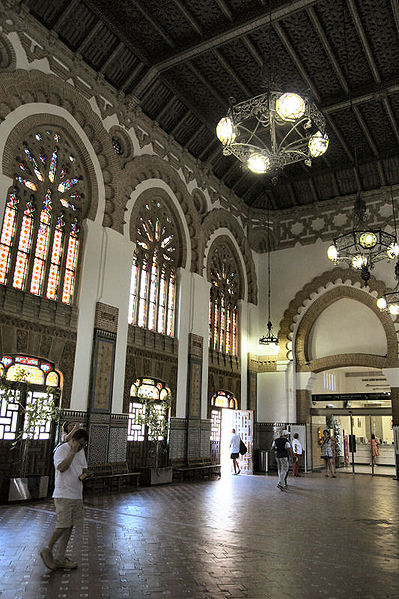
Váróterem
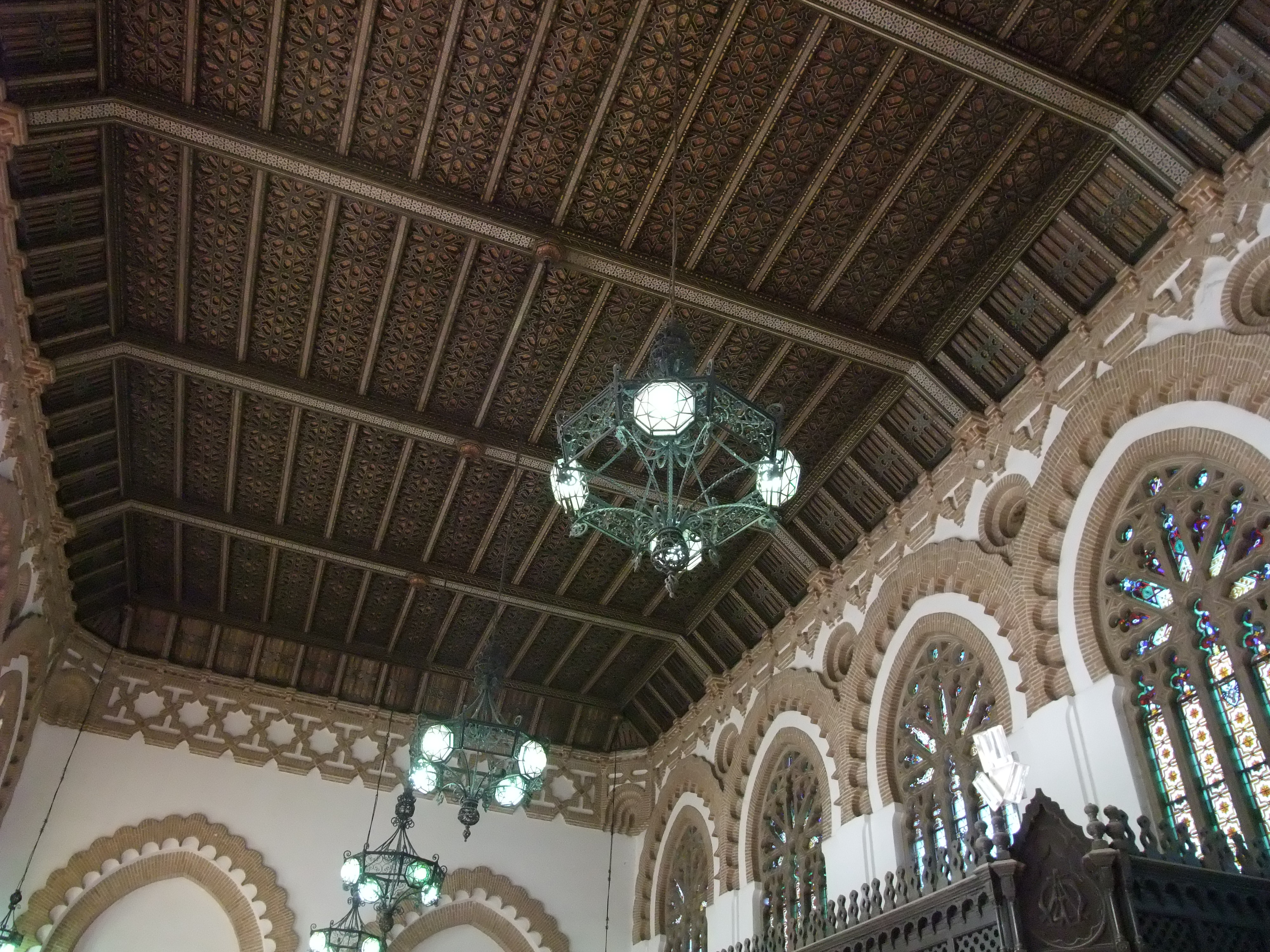
A tetőszerkezet
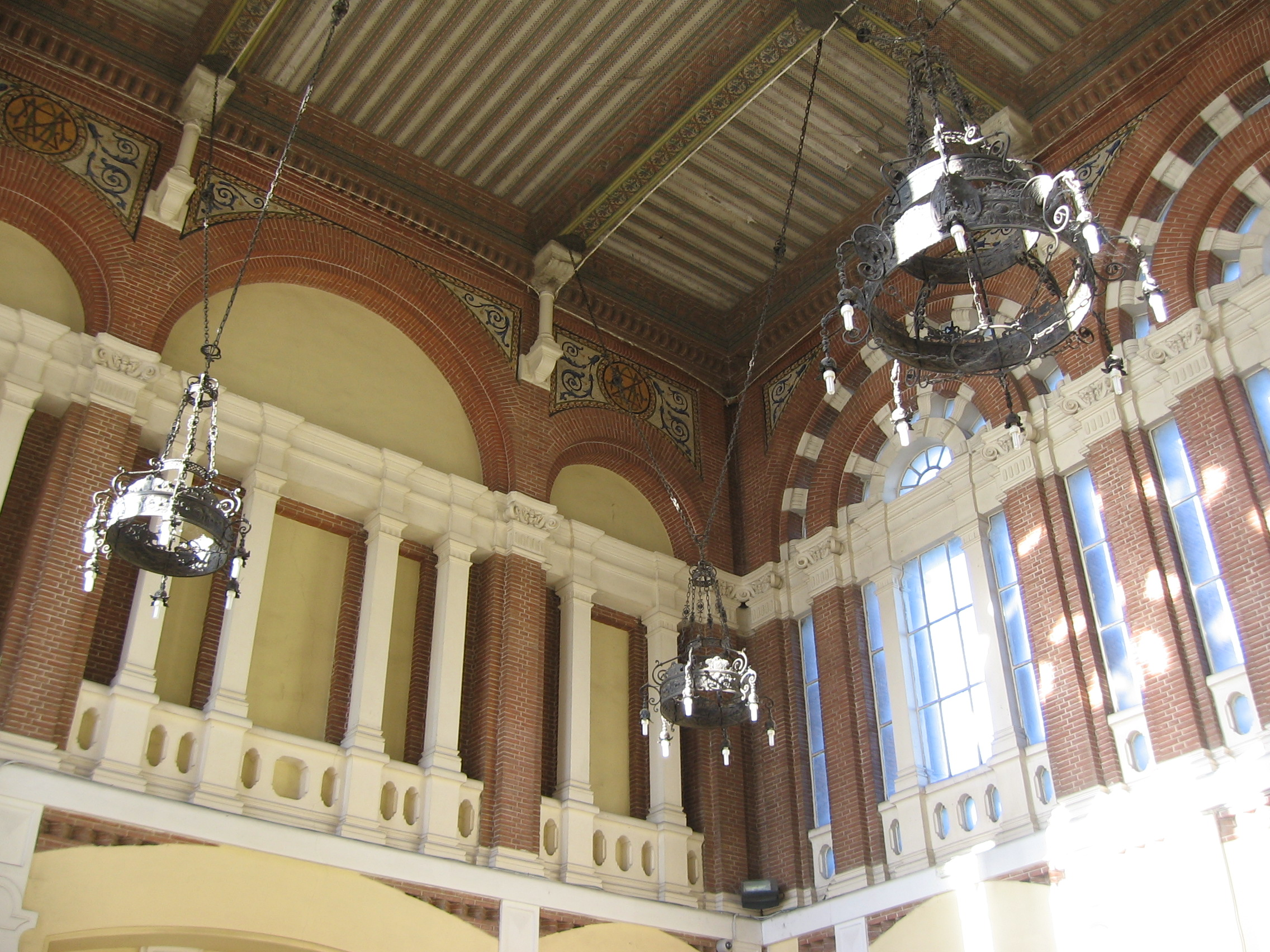

## Lásd még
- Spanyolország vasúti közlekedése